# Torneio Início Paulista
O Torneio Início Paulista, assim como os dos demais estados, foi uma tradicional competição realizada em um único dia, reunindo as principais equipes do estado de São Paulo. Foi realizado de 1919 a 1958, com mais cinco edições distintas em 1969, 1984, 1986, 1991 e em 1996.

## Regras
Baseado no Torneio Início Carioca, as partidas duravam apenas 20 minutos (10 por tempo). Apenas a final era maior: 60 minutos (30 por tempo). Além disso, o desempate foi resolvido de duas formas diferentes, dependendo do ano da disputa: ou pelo número de escanteios ou por disputa de pênaltis (contudo, nesse caso, havia três rodadas de pênaltis por equipe até a definição do vencedor - e todos os pênaltis deveriam ser batidos pelo mesmo jogador).

## Campeões
| Ano         | Campeão                                                                                       | Vice-campeão                                                                       |
| ----------- | --------------------------------------------------------------------------------------------- | ---------------------------------------------------------------------------------- |
| 1919        | Corinthians                                                                                   | Minas Gerais                                                                       |
| 1920        | Corinthians                                                                                   | Palestra Itália                                                                    |
| 1921        | Corinthians                                                                                   | desconhecido                                                                       |
| 1922        | A.A. das Palmeiras                                                                            | Corinthians                                                                        |
| 1923        | A.A. das Palmeiras                                                                            | Santos FC                                                                          |
| 1924        | Paulistano                                                                                    | São Bento                                                                          |
| 1925        | A.A. das Palmeiras                                                                            | São Bento                                                                          |
| 1926        | LAF - Paulistano APEA - Auto Sport APEA - Torneio Início Extra - Santos                       | LAF - A.A. das Palmeiras APEA - SC Internacional Torneio Extra - Vice desconhecido |
| 1927        | Palestra Itália                                                                               | República (São Paulo)                                                              |
| 1928        | LAF - SC Internacional APEA - Corinthians                                                     | LAF - Paulistano APEA - Santos                                                     |
| 1929        | Portuguesa Santista                                                                           | Independência                                                                      |
| 1930        | Palestra Itália                                                                               | São Paulo da Floresta                                                              |
| 1931        | Atlético Santista                                                                             | Sírio                                                                              |
| 1932        | São Paulo                                                                                     | Palestra Itália                                                                    |
| 1933 e 1934 | Não disputado                                                                                 | Não disputado                                                                      |
| 1935        | LPF - Portuguesa APEA - Palestra Itália APEA - Camas Patente                                  | LPF - CA Estudantes APEA - Corinthians APEA - desconhecido                         |
| 1936        | LPF - Corinthians APEA - Humberto I Federação Paulista de Futebol Amador (FPFA) - Piratininga | LPF - CA Estudantes APEA - Portuguesa FPFA - desconhecido                          |
| 1937        | LFP - Palestra Itália LPF - Santos                                                            | LFP - Santos LPF - desconhecido                                                    |
| 1938        | Corinthians                                                                                   | Portuguesa                                                                         |
| 1939        | Palestra Itália                                                                               | São Paulo Railway                                                                  |
| 1940        | São Paulo                                                                                     | Corinthians                                                                        |
| 1941        | Corinthians                                                                                   | Portuguesa                                                                         |
| 1942        | Palestra Itália                                                                               | Santos FC                                                                          |
| 1943        | Nacional                                                                                      | Portuguesa                                                                         |
| 1944        | Corinthians                                                                                   | Ypiranga                                                                           |
| 1945        | São Paulo                                                                                     | Ypiranga                                                                           |
| 1946        | Palmeiras                                                                                     | São Paulo FC                                                                       |
| 1947        | Portuguesa                                                                                    | São Paulo FC                                                                       |
| 1948        | Ypiranga                                                                                      | Portuguesa                                                                         |
| 1949        | XV de Piracicaba                                                                              | São Paulo FC                                                                       |
| 1950        | Ypiranga                                                                                      | XV de Piracicaba                                                                   |
| 1951        | Não disputado                                                                                 | Não disputado                                                                      |
| 1952        | Santos                                                                                        | Portuguesa                                                                         |
| 1953        | Guarani                                                                                       | Palmeiras                                                                          |
| 1954        | Guarani                                                                                       | São Paulo FC                                                                       |
| 1955        | Corinthians                                                                                   | CA Linense                                                                         |
| 1956        | Guarani                                                                                       | EC Noroeste                                                                        |
| 1957        | Botafogo                                                                                      | Guarani FC                                                                         |
| 1958        | América                                                                                       | Palmeiras                                                                          |
| 1959 a 1968 | Não disputado                                                                                 | Não disputado                                                                      |
| 1969        | Palmeiras                                                                                     | Guarani FC                                                                         |
| 1970 a 1983 | Não disputado                                                                                 | Não disputado                                                                      |
| 1984        | Santos                                                                                        | XV de Jaú                                                                          |
| 1985        | Não disputado                                                                                 | Não disputado                                                                      |
| 1986        | Juventus                                                                                      | EC Santo André                                                                     |
| 1987 a 1990 | Não disputado                                                                                 | Não disputado                                                                      |
| 1991        | Bragantino                                                                                    | Botafogo FC                                                                        |
| 1992 a 1995 | Não Disputado                                                                                 | Não Disputado                                                                      |
| 1996        | Portuguesa                                                                                    | Rio Branco EC                                                                      |

- A Palestra Itália é a atual Sociedade Esportiva Palmeiras.

### Número de títulos por clube
- Corinthians: 9
- Palmeiras: 8
- Santos: 4
- São Paulo: 3
- Portuguesa: 3
- Guarani: 3
- A.A. das Palmeiras: 3
- Paulistano: 2
- Ypiranga: 2
- Bragantino: 1
- Juventus: 1
- América: 1
- Botafogo: 1
- XV de Piracicaba: 1
- Nacional: 1
- Portuguesa Santista: 1
- Auto Sport: 1
- Atlético Santista: 1
- Humberto I: 1
- Camas Patente: 1
- Piratininga: 1
- SC Internacional: 1